# Mendaro Txirristaka

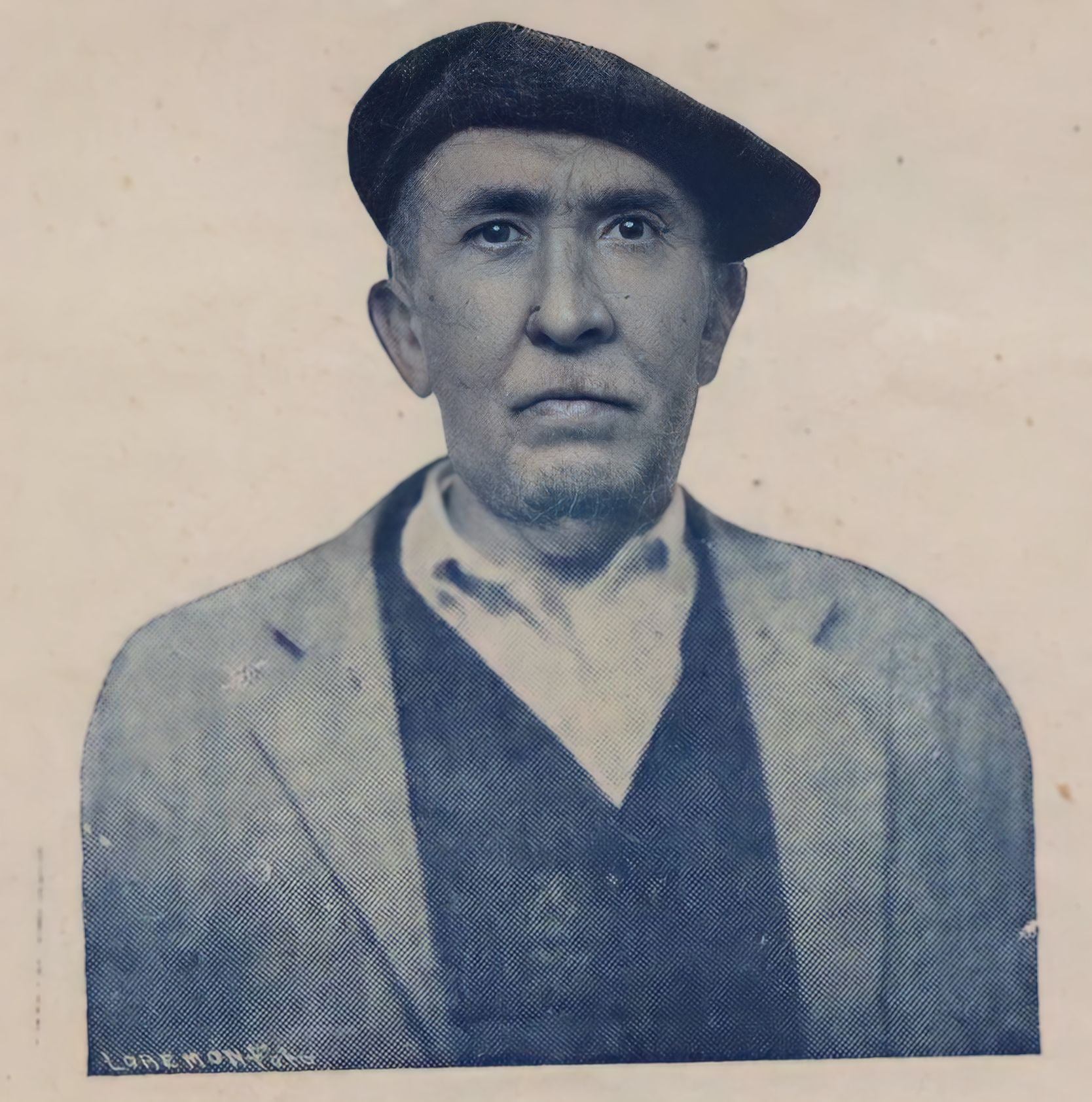
Eusebio Muguerza "Mendaro Çirristaka"

Mendaro Txirristaka, nombre artístico de Eusebio Muguerza Azpiazu (Mendaro, 15 de diciembre de 1874 - Pasajes 1955) fue un escritor y poeta vasco.Escribió en español y euskera.

## Trayectoria
Mendaro Txirristaka fue un escritor de «bertso-paperak», es decir, versos escritos en hojas para ser vendidas en sitios de grandes concentraciones como plazas, ferias y otros.A nivel personal realizó viajes por el mundo estando en países como Estados Unidos, México, Panamá, Brasil, Uruguay, Chile y Argentina, entre otros.
Sus versos han sido musicalizados por compositores como Xabier Lete, Julen Lekuona y Antton Valverde.